# 발해 고씨
발해 고씨(渤海高氏)는 발해군을 본관으로 하는 성씨이다.

## 참고 자료
- 《齐高氏谱》，六卷
- 《新唐书·卷五十八·志第四十八》：《齐高氏谱》六卷